# Polonia all'Eurovision Song Contest 2010
La Polonia ha selezionato il suo rappresentante per l'Eurovision Song Contest 2010 attraverso il concorso Krajowe Eliminacje. Il vincitore del concorso, che si è tenuto a Varsavia il 14 febbraio, è stato scelto in base al voto popolare.

## Partecipanti al Krajowe Eliminacje
| Ord. | Artista          | Canzone                   | % voti | Posizione |
| ---- | ---------------- | ------------------------- | ------ | --------- |
| 1    | Leszcze          | "Weekend"                 | 8,44%  | 5         |
| 2    | Dziewczyny       | "Cash Box"                | 1,92%  | 10        |
| 3    | Iwona Węgrowska  | "Uwięziona"               | 14,96% | 3         |
| 4    | Marcin Mroziński | "Legenda"                 | 33.61% | 1         |
| 5    | Aneta Figiel     | "Myśl o tobie"            | 8,06%  | 4         |
| 6    | Nefer            | "Chciałem zostać sam!"    | 5,97%  | 6         |
| 7    | ZoSia            | "To, co czuje (Jak ptak)" | 3,04%  | 9         |
| 8    | Anna Cyzon       | "Love me"                 | 15,13% | 2         |
| 9    | Sonic Lake       | "There is a way"          | 3,44%  | 8         |
| 10   | VIR              | "Sunrise"                 | 4,45%  | 7         |

## All'Eurovision Song Contest

### Voto

#### Punti assegnati alla Polonia
| 12 | 10         | 8                      | 7                    | 6                            |
| -- | ---------- | ---------------------- | -------------------- | ---------------------------- |
|    |            |                        | - Francia - Germania | - Albania+ - Belgio - Russia |
| 5  | 4          | 3                      | 2                    | 1                            |
|    | - Lettonia | - Bielorussia - Spagna | - Moldavia           |                              |

#### Punti assegnati dalla Polonia
| Punti | Paese                |
| ----- | -------------------- |
| 12    | Belgio               |
| 10    | Islanda              |
| 8     | Russia               |
| 7     | Grecia               |
| 6     | Bosnia ed Erzegovina |
| 5     | Estonia              |
| 4     | Albania              |
| 3     | Bielorussia          |
| 2     | Portogallo           |
| 1     | Finlandia            |

| Punti | Paese       |
| ----- | ----------- |
| 12    | Danimarca   |
| 10    | Belgio      |
| 8     | Azerbaigian |
| 7     | Germania    |
| 6     | Romania     |
| 5     | Armenia     |
| 4     | Georgia     |
| 3     | Ucraina     |
| 2     | Albania     |
| 1     | Grecia      |